# Parallax mapping
Parallax mapping (também chamado de offset mapping ou virtual displacement mapping) é um aprimoramento do bump mapping ou das técnicas de normal mapping aplicadas a texturas em aplicações de renderização 3D, como videogames. Para o usuário, isso significa que texturas como paredes de pedra terão mais profundidade aparente e, portanto, mais realismo, com menos influência no desempenho da simulação. O parallax mapping foi introduzido por Tomomichi Kaneko et al., em 2001. 
O parallax mapping é implementado deslocando as coordenadas da textura em um ponto no polígono renderizado por uma função do ângulo de visão no espaço tangente (o ângulo relativo à normal da superfície) e o valor do mapa de altura naquele ponto. Em ângulos de visão mais íngremes, as coordenadas da textura são mais deslocadas, dando a ilusão de profundidade devido aos efeitos de paralaxe à medida que a visão muda. Este efeito é comumente usado para renderizar janelas para falsificar interiores, por exemplo.
O parallax mapping, conforme descrito por Kaneko et al., é um processo de etapa única que não leva em conta a oclusão. Aprimoramentos subsequentes foram feitos no algoritmo, incorporando abordagens iterativas para permitir oclusão e renderização precisa de silhuetas. 
1. ↑  Kaneko, T., et al., 2001. Detailed Shape Representation with Parallax Mapping. In Proceedings of ICAT 2001, pp. 205-208.
2. ↑  Tatarchuk, N., 2005. Practical Dynamic Parallax Occlusion Mapping Arquivado em 2009-09-25 no Wayback Machine Siggraph presentations